# ㅜ
Cette page contient des caractères spéciaux ou non latins. S’ils s’affichent mal (▯, ?, etc.), consultez la page d’aide Unicode.

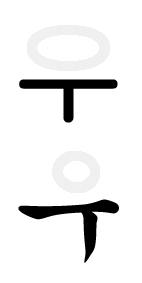
Représentation du jamo, informatique et manuscrite

ㅜ est un jamo du hangeul, l'alphabet utilisé pour transcrire le coréen.

## Représentation informatique
- Unicode :
  - ㅜ : U+315C[1]
  - ᅮ : U+116E